# Genezareth-Kirche (Aachen)

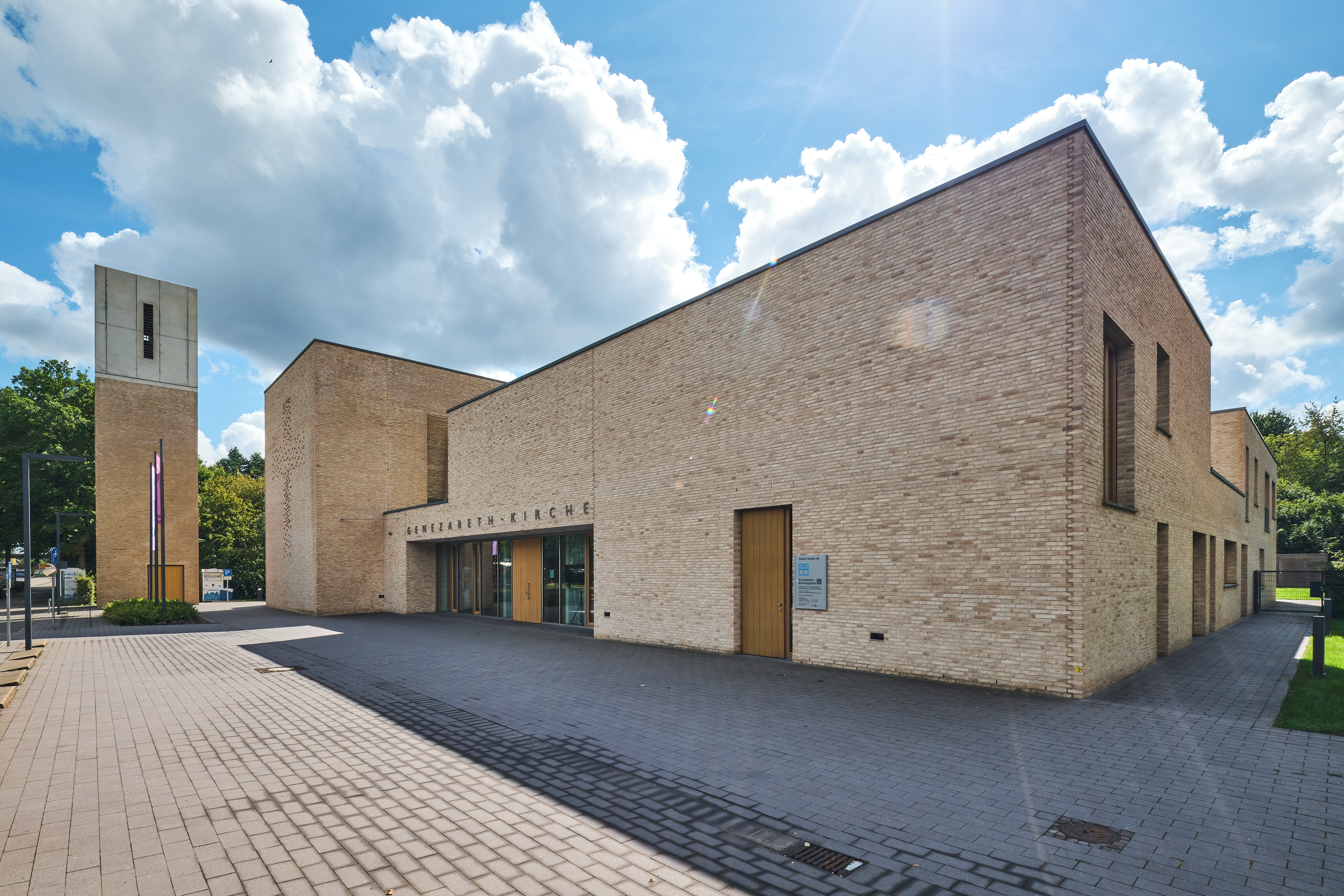
Genezareth-Kirche

Die Genezareth-Kirche in Aachen ist eine 2018 eingeweihte evangelische Kirche im Aachener Westen (Vaalser Str. 349), am Rand des Stadtbezirks Laurensberg. Es handelt sich um ein Ensemble von Sakralbau und Gemeinderäumen. Der Name nimmt Bezug auf den See Genezareth, an dessen Ufern Jesus von Nazareth öffentlich auftrat.

## Vorgeschichte
Im Rahmen des Prozesses „Zukunft im Dialog“ wurden zwei Aachener Gemeindebezirke zusammengelegt. Die beiden Gemeindezentren Dietrich-Bonhoeffer-Haus und Arche wurden verkauft. Aus den Erlösen sowie Eigenmitteln und Rücklagen sollte für die rund 4700 Mitglieder der fusionierten Gemeindebezirke eine neue Kirche entstehen. Die Baukosten betrugen 5,2 Millionen Euro.

## Architekturwettbewerb

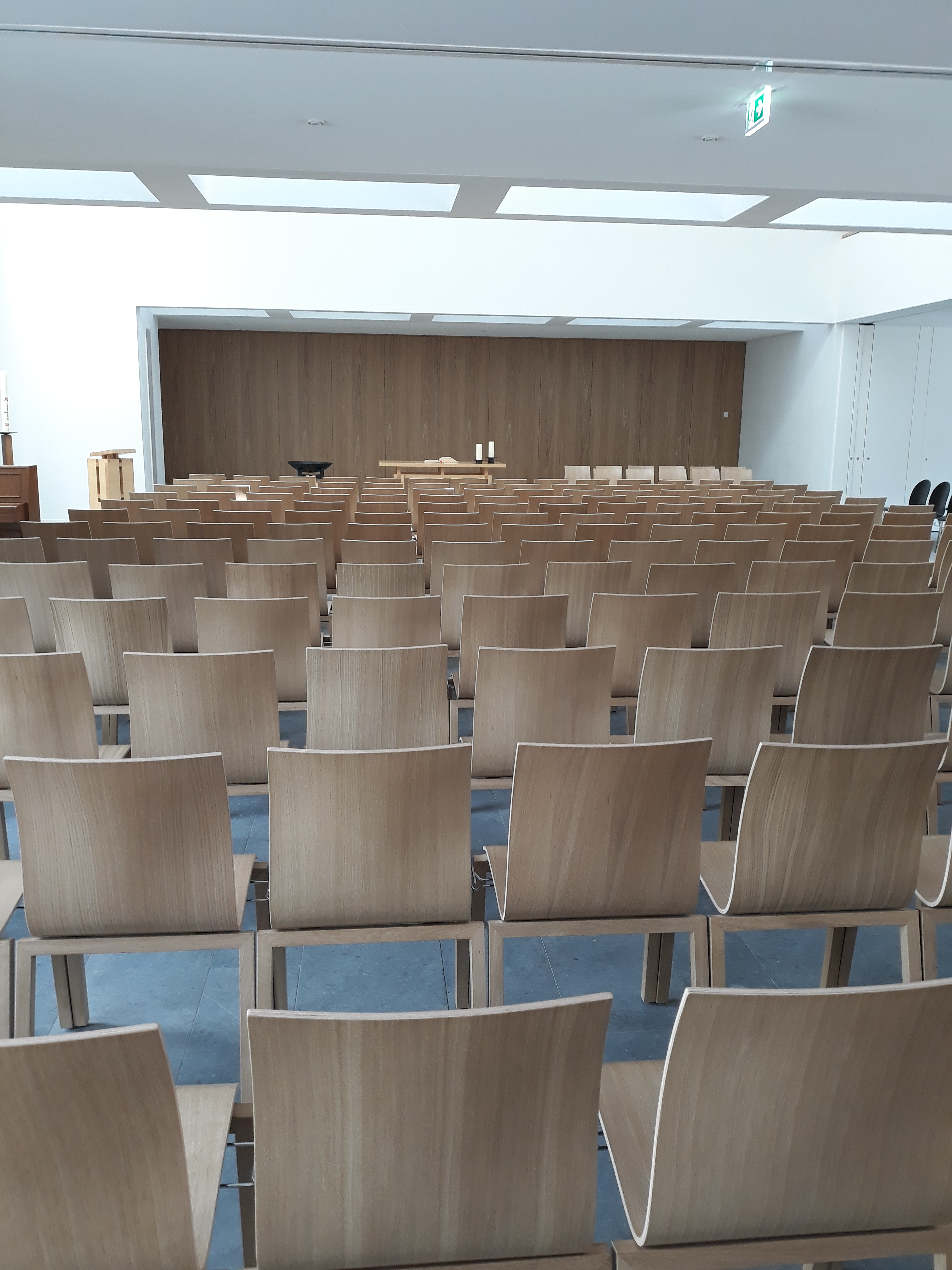
Innenraum der Genezarethkirche Aachen 2018

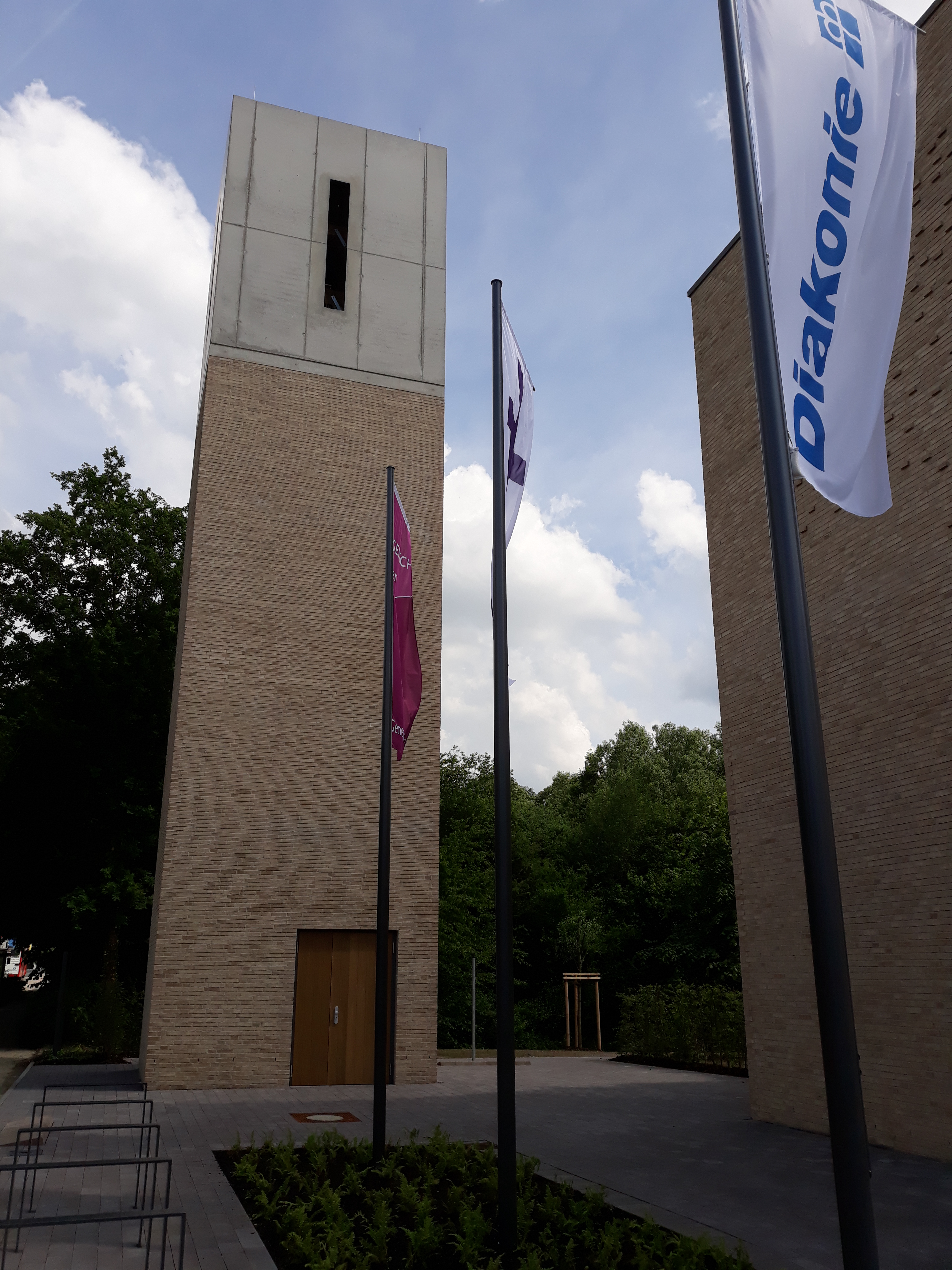
Glockenturm der Genezarethkirche Aachen 2018

Für einen Realisierungswettbewerb wurden elf Beiträge eingereicht. Die Jury entschied sich 2012 für den Entwurf des Architekturbüros Weinmiller Architekten BDA aus Berlin.
Weinmiller Architekten entwarfen einen Kirchenraum ohne Fenster, der durch das von oben durch Schächte und Oberlichter einfallende Licht erhellt wird. Sie verwendeten Elemente des klassischen Kirchenbaus und übersetzten diese in Licht. Die Architektin Gesine Weinmiller erläuterte das Konzept so: „Es gibt ein Hauptschiff, den Obergaden, die Seitenschiffe und die Apsis. … Alle diese Bauteile werden jedoch indirekt belichtet, so dass eine sehr besondere Lichtatmosphäre entsteht. Der Besucher der Kirche wird vom diffusen Licht umfangen und es entsteht ein Raumeindruck, den er nicht kennt. Diese Neuformulierung des sakralen Raumes war Grundanliegen der Konzeption.“
Das Gemeindezentrum folgt gleichfalls einem klassischen Konzept der christlichen Architektur. Die einzelnen Räume werden von einem Kreuzgang erschlossen. Im Zentrum befindet sich ein Innenhof.

## Bau und Einweihung
Im Januar 2017 begannen die Bauarbeiten, im April wurde der Grundstein gelegt. Pfarrer Mario Meyer und Pfarrerin Bettina Donath-Kreß mauerten symbolisch eine Zeitkapsel ein. Darin befanden sich eine Lutherbibel von 2017, ein USB-Stick mit dem digitalen Bibeltext, die aktuelle Ausgabe der Aachener Zeitung sowie zwei Bibelverse und ein Zitat Dietrich Bonhoeffers. Am 1. September wurde Richtfest gefeiert.

### Glocken
Im März 2018 wurden im separat stehenden Turm der Kirche die beiden Glocken aufgehängt. Sie waren im November 2017 in der Glockengießerei Mark-Maas in Brockscheid gegossen worden:
- Die größere Glocke hat den Schlagton f′, hat einen Durchmesser von 112 cm und wiegt etwa 680 kg. Auf ihr ist ein Vers aus Psalm 96 eingraviert: „Singet dem Herrn ein neues Lied. Jauchzet dem Herrn alle Welt.“
- Die kleinere Glocke hat den Schlagton des′. Sie hat einen Durchmesser von 74 cm und ein Gewicht von etwa 215 kg. Ihre Inschrift lautet: „Friede soll mit euch sein. Friede für alle Zeit.“

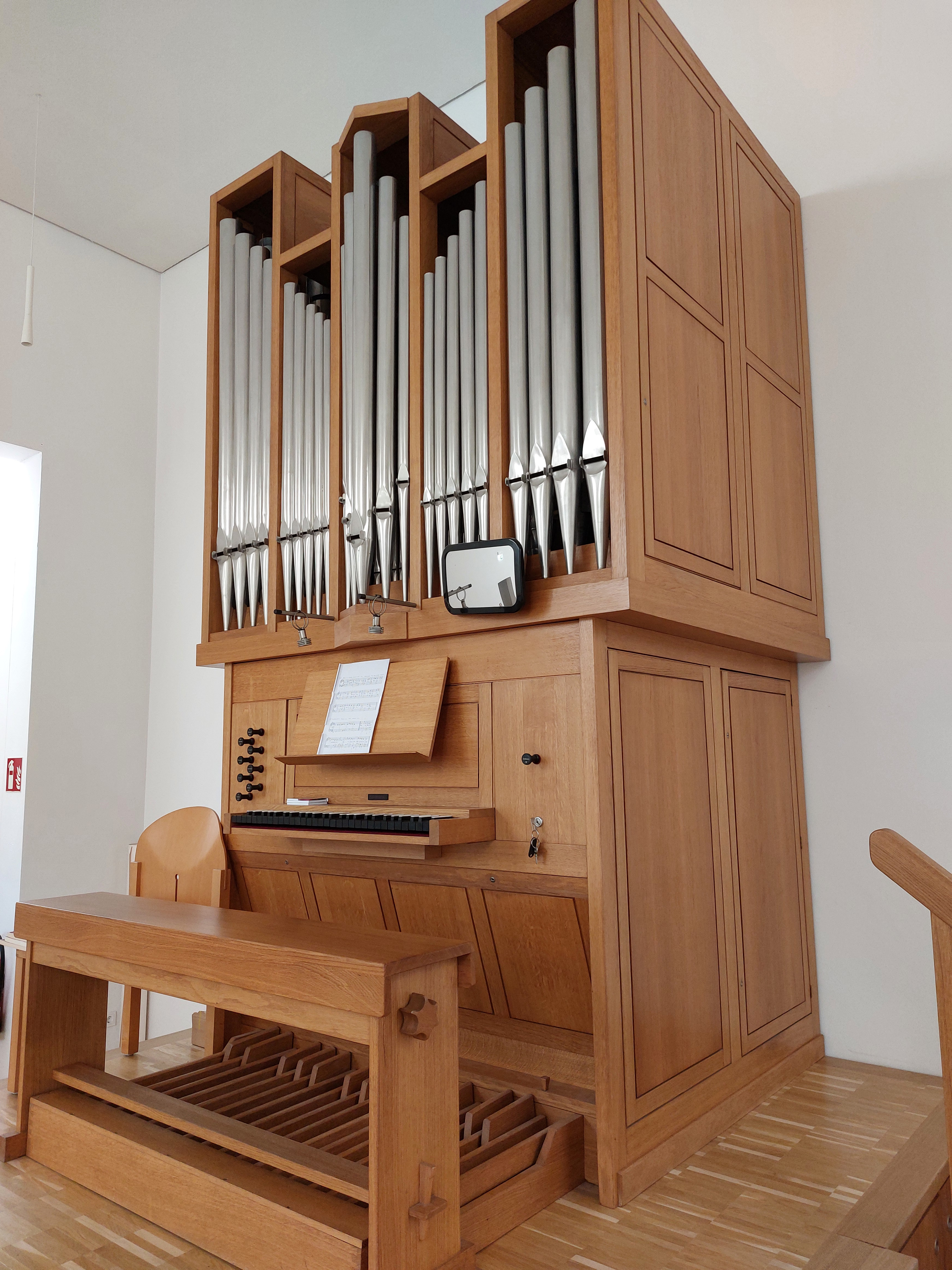
Schumacher-Orgel

### Orgel
Die Orgel stammt aus dem ehemaligen Dietrich-Bonhoeffer-Haus, das 2008 aufgegeben wurde. Sie wurde 1998 von der belgischen Firma Schumacher erbaut und besitzt 7 Register.

### Eröffnungsgottesdienst
Am Pfingstsonntag, dem 22. Mai 2018, fand ein Festgottesdienst zur Eröffnung der Genezareth-Kirche statt. Die Predigt hielt Manfred Rekowski, Präses der Evangelischen Kirche im Rheinland.